# 동경 11도
동경 11도(東經11度)는 본초 자오선에서 동쪽으로 11도 떨어진 경선이다. 북극점에서 시작하여 북극해, 유럽, 아프리카, 대서양, 남극해, 남극을 거쳐 남극점에 이른다.
동경 11도는 서경 169도와 이어져 지구의 둘레를 이룬다.

북극점에서 남극점까지 동경 11도선은 다음 지역을 지나간다.
| 좌표                                                  | 나라, 지역, 해역        | 주석                                                             |
| ----------------------------------------------------- | ----------------------- | ---------------------------------------------------------------- |
| 북위 90° 0′ 동경 11° 0′  / 북위 90.000° 동경 11.000°  | 북극해                  |                                                                  |
| 북위 79° 45′ 동경 11° 0′  / 북위 79.750° 동경 11.000° | 노르웨이                | 스발바르 제도의 스피츠베르겐섬과 프린스카를스폴란섬              |
| 북위 78° 30′ 동경 11° 0′  / 북위 78.500° 동경 11.000° | 대서양                  |                                                                  |
| 북위 64° 57′ 동경 11° 0′  / 북위 64.950° 동경 11.000° | 노르웨이                | 노르트뢰넬라그주의 비크나에서 외스트폴주의 시르세외위까지 이어짐 |
| 북위 58° 57′ 동경 11° 0′  / 북위 58.950° 동경 11.000° | 스웨덴                  | 코스테르 제도                                                    |
| 북위 58° 52′ 동경 11° 0′  / 북위 58.867° 동경 11.000° | 스카게라크 해협         |                                                                  |
| 북위 57° 48′ 동경 11° 0′  / 북위 57.800° 동경 11.000° | 카테가트 해협           |                                                                  |
| 북위 57° 18′ 동경 11° 0′  / 북위 57.300° 동경 11.000° | 덴마크                  | 레쇠섬                                                           |
| 북위 57° 12′ 동경 11° 0′  / 북위 57.200° 동경 11.000° | 카테가트 해협           | 덴마크 유틀란드 그레노의 바로 동쪽을 지나감                      |
| 북위 55° 45′ 동경 11° 0′  / 북위 55.750° 동경 11.000° | 덴마크                  | 질란드섬                                                         |
| 북위 55° 35′ 동경 11° 0′  / 북위 55.583° 동경 11.000° | 스토레벨트 해협         | 스토레벨트 다리를 건너감                                         |
| 북위 55° 8′ 동경 11° 0′  / 북위 55.133° 동경 11.000°  | 스몰란스파르반데트 해협 |                                                                  |
| 북위 54° 49′ 동경 11° 0′  / 북위 54.817° 동경 11.000° | 덴마크                  | 롤란섬                                                           |
| 북위 54° 46′ 동경 11° 0′  / 북위 54.767° 동경 11.000° | 키엘만                  |                                                                  |
| 북위 54° 23′ 동경 11° 0′  / 북위 54.383° 동경 11.000° | 독일                    | 바그리엔반도                                                     |
| 북위 54° 9′ 동경 11° 0′  / 북위 54.150° 동경 11.000°  | 뤼베크만                |                                                                  |
| 북위 53° 59′ 동경 11° 0′  / 북위 53.983° 동경 11.000° | 독일                    |                                                                  |
| 북위 47° 24′ 동경 11° 0′  / 북위 47.400° 동경 11.000° | 오스트리아              |                                                                  |
| 북위 46° 46′ 동경 11° 0′  / 북위 46.767° 동경 11.000° | 이탈리아                |                                                                  |
| 북위 42° 41′ 동경 11° 0′  / 북위 42.683° 동경 11.000° | 지중해                  | 이탈리아 질리오섬과 몬테아르젠타리오반도 사이를 지나감           |
| 북위 37° 4′ 동경 11° 0′  / 북위 37.067° 동경 11.000°  | 튀니지                  | 본반도                                                           |
| 북위 36° 45′ 동경 11° 0′  / 북위 36.750° 동경 11.000° | 지중해                  | 함마메트만                                                       |
| 북위 35° 39′ 동경 11° 0′  / 북위 35.650° 동경 11.000° | 튀니지                  |                                                                  |
| 북위 35° 1′ 동경 11° 0′  / 북위 35.017° 동경 11.000°  | 지중해                  |                                                                  |
| 북위 34° 41′ 동경 11° 0′  / 북위 34.683° 동경 11.000° | 튀니지                  | 케르켄나흐 제도                                                  |
| 북위 34° 39′ 동경 11° 0′  / 북위 34.650° 동경 11.000° | 지중해                  | 가베스만                                                         |
| 북위 33° 51′ 동경 11° 0′  / 북위 33.850° 동경 11.000° | 튀니지                  | 제르바섬과 본토                                                  |
| 북위 32° 12′ 동경 11° 0′  / 북위 32.200° 동경 11.000° | 리비아                  |                                                                  |
| 북위 24° 28′ 동경 11° 0′  / 북위 24.467° 동경 11.000° | 알제리                  |                                                                  |
| 북위 22° 58′ 동경 11° 0′  / 북위 22.967° 동경 11.000° | 니제르                  |                                                                  |
| 북위 13° 22′ 동경 11° 0′  / 북위 13.367° 동경 11.000° | 나이지리아              |                                                                  |
| 북위 6° 41′ 동경 11° 0′  / 북위 6.683° 동경 11.000°   | 카메룬                  |                                                                  |
| 북위 2° 10′ 동경 11° 0′  / 북위 2.167° 동경 11.000°   | 적도 기니               |                                                                  |
| 북위 1° 0′ 동경 11° 0′  / 북위 1.000° 동경 11.000°    | 가봉                    |                                                                  |
| 남위 3° 46′ 동경 11° 0′  / 남위 3.767° 동경 11.000°   | 대서양                  |                                                                  |
| 남위 60° 0′ 동경 11° 0′  / 남위 60.000° 동경 11.000°  | 남극해                  |                                                                  |
| 남위 69° 53′ 동경 11° 0′  / 남위 69.883° 동경 11.000° | 남극                    | 퀸모드랜드, 노르웨이가 영유권을 주장한다.                        |

## 같이 보기
- 동경 10도
- 피렌체 경선
- 동경 12도